# Imperi Gupta
L'Imperi Gupta (sànscrit गुप्त साम्राज्य, Gupta Sāmrājya) fou un antic imperi indi que va existir aproximadament des del 320 al 550 de la nostra era, i que va ocupar bona part del subcontinent indi. Fundat per Maharaja Śri Gupta, la dinastia és un model de civilització clàssica. La pau i prosperitat creades sota el govern dels Guptes va permetre l'exercici d'activitats científiques i tècniques. Aquest període s'anomena l'Edat Daurada de l'Índia i va ser marcat per un bon nombre d'invents i descobriments en el camp de la ciència, la tecnologia, l'enginyeria, l'art, la dialèctica, la literatura, la lògica, les matemàtiques, l'astronomia, la religió i la filosofia que cristal·litzaren els elements del que generalment és conegut com a cultura hindú. Chandragupta I, Samudra Gupta el Gran i Chandragupta II el Gran foren els governants més notables de la dinastia Gupta. Al segle iv, el poeta en sànscrit Kalidasa assegurà que els Guptes haurien conquerit vora vint-i-un regnes, tant a dins com a fora de l'Índia, inclosos els reialmes de les tribus saces (perses), els hunes, els kamboges, ubicades a l'oest i a l'est de les valls de l'Oxus, els kinnares, kirates, etc.
Els punts més alts d'aquesta creativitat cultural són una magnífica arquitectura, escultures i pintures. El període Gupta va produir erudits com ara Kalidasa, Aryabhata, Varahamihira, Vishnu Sharma i Vatsiaiana que feren grans avenços en molts camps acadèmics. La ciència i l'administració política assoliren noves fites durant l'era Gupta. Els forts lligams comercials també feren de la regió un important centre cultural i establiren la regió com una base que influiria els regnes i regions properes a Myanmar, Sri Lanka i Àsia Sud-oriental.
Els puranes més antics de què es disposa també es pensa que van ser escrits pels volts d'aquest període. L'imperi va declinar gradualment per causa de diversos factors, com ara una substancial pèrdua de territori i autoritat imperial causa pels seus propis antics feus i la invasió dels hunes procedents de l'Àsia central. Després de la caiguda de l'Imperi Gupta al segle vi, l'Índia fou governada altre cop per nombrosos regnes regionals. Una branca menor del clan Gupta continuà governant Magadha després de la desintegració de l'imperi. Aquests Guptes finalment van ser expulsats pel governant Vardhana Harsha Vardhana, el qual establí un imperi en la primera meitat del segle vii.

## Construcció apogeu i declivi de l'imperi de la dinastia Gupta

### Orígens obscurs
Els orígens de la dinastia dels Gupta són mal coneguts. El seu cognom suggereix que haurien sorgit de la casta dels vaiixia, llevat que no hagin estat bramans Llur origen geogràfic se situaria en l'actual Uttar Pradesh o a Magadha (al nord de l'actal Bihar). En tot cas, és en aquesta darrera regió que són identificables els fonaments de llur poder. La tradició i la inscripció de Samudragupta a Allahabad, l'antiga Prayaga, fa pensar que Srî Gupta, el primer Gupta, regna vers la fi del segle iii i el seu successor Ghatotkacha probablement vers el començament del segle iv, ambdós amb el títol de maharaja, « rei » Dominen llavors sens dubte un territori reduït, antic centre del poder de l'Imperi Maurya. Aquesta regió, com la resta de la plana gangeàtica, es troba llavors dividida entre diferents que es van dividir les despulles de les antigues potències dominants al segle ii, l'Imperi Kuixan al nord-oest del sud-continent i la dinastia Satavahana al centre-est.

### L'expansió territorial sota els grans emperadors Gupta

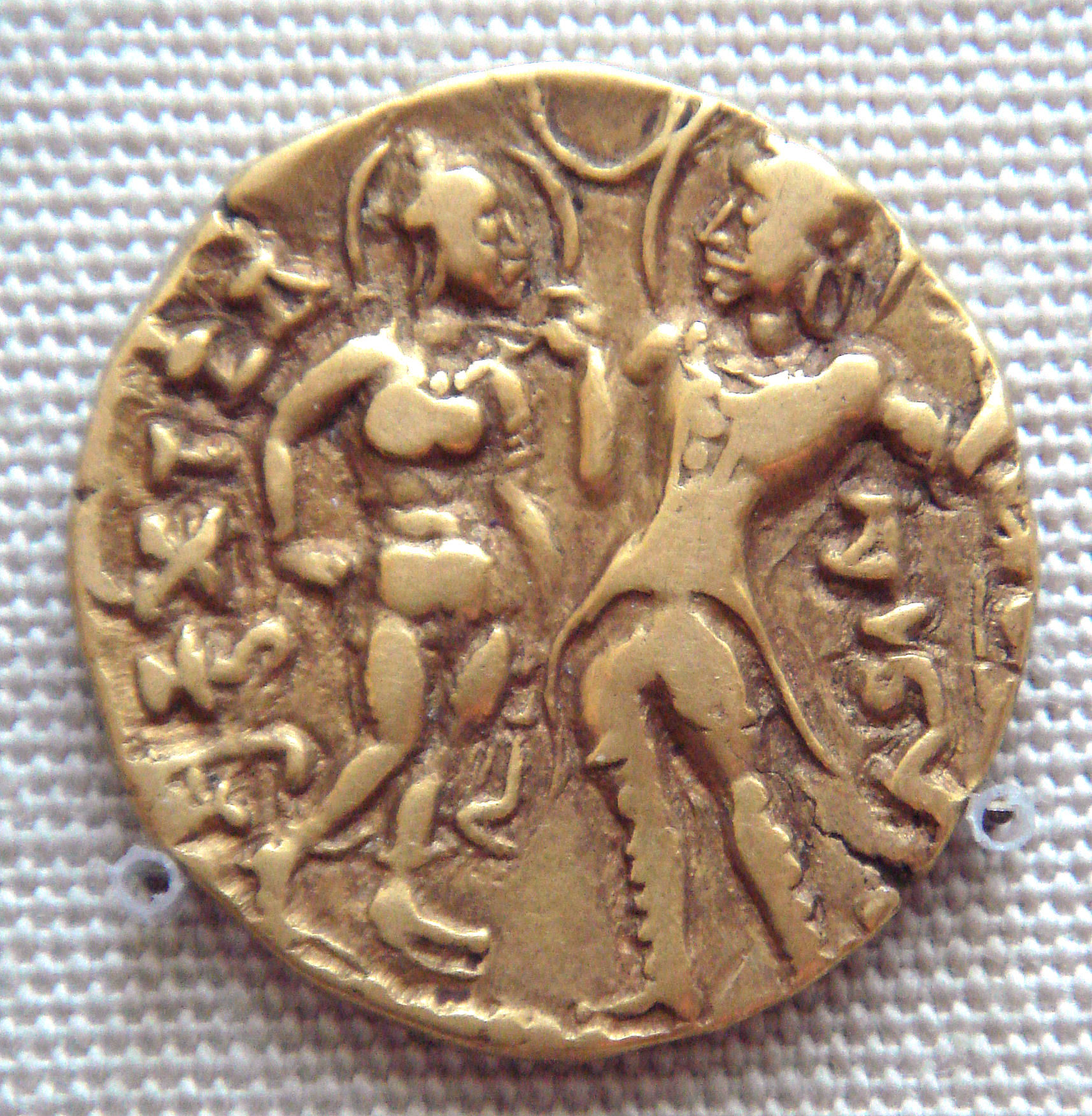
La reina Kumâradevî i el rei Chandragupta I.

Chandragupta I, que és aparentment el fill de Ghatotkachagupta, arriba al tron vers 319-320, data que tria per iniciar una nova era, la dels Gupta, tot i que no se sap si hi ha un esdeveniment precís que l'impulsés a actuar així. Sigui com sigui, aconsegueix un matrimoni polític important, en casar-se vers el 308 amb Kumâradevî, una princesa Lichhavi (no s'ha de confondre amb la Dinastia Licchavii del Nepal), sorgida d'un dels Estats del seu veïnatge (sens dubte una princesa important de Magadha). Aquest matrimoni fou commemorat per una emissió monetària que representa el rei i la reina. D'ara endavant amo i senyor de Pataliputra i aliat d'una gran família, Chandragupta es dedica aparentment a augmentar el seu poder tot realitzant la conquesta de la resta de Magadha, de Prayaga i de Saketa. És llavors amo i senyor d'una gran part de la vall oriental del Ganges i es dona a si mateix el títol de maharaja-adhiraja, « gran rei de reis », que és, de fet, empleat de manera habitual per altres reis de l'èpòca, i no pas forçosament pels més poderosos.
Samudragupta, succeeix el seu pare Chandragupta el 335. És el gran artífex de la puixança de la dinastia Gupta. Va deixar en la tradició índia posterior la imatge d'un rei ideal, guerrer victoriós i amant de les arts. La llista de les seves conquestes és coneguda per la inscripció que va deixar a Allahabad (l'antiga Prayaga) sobre un pilar erigit diversos segles més tard pel gran sobirà Maurya, Aixoka. Aquest text és un panegíric (prashasti) que descriu les seves victòries sobre diferents sobirans, com va rebre la submissió d'altres, però també il en a épargnés pour en faire ses tributaires. Hom pot distingir diversos graus de submissió: va conquerir la major part de la vall del Ganges, especialment el « pays dels Arya » (Aryavarta), on procedeix generalment a realitzar annexions, mentre que en altres indrets deixa els antics sobirans en el seu lloc com a governadors. D'altres reis se li sotmeten i esdevenen els seus tributaris després de les seves victòries. Entre els reis sotmesos hi figuren els saces al nord-oest, i algunes dinasties importants del Rajasthan com els sobirans de Malwa i els Yaudhaya. L'autoritat de Samudragupta sembla reconeguda fins al Nepal, al Panjab, en una part del Dècan, i és possible que el rei de Sri Lanka (Sinhala) hagi reconegut la seva suzerania llunyana. Però el sud del sud-continent indi escapa al control de Samudragupta. Aquest darrer va practiar un ashvamedha, o sacrifici del cavall, per celebrar les seves conquestes i fa encunyar una moneda d'or on hi apareix un cavall per commemorar aquest esdeveniment. Per llavors el títol de txakravartin, que significa que exerceix una dominació universal. Devot de Vixnu, dona tanmateix mostres de tolerància envers els shivaïtes i els budistes.

### L'apogeu de la dinastia
Les condicions de la successió de Samudragupta són obscures, en la mesura de les fonts disponibles, que són relats posteriors al fets i s'han de prendre amb precaució. El seu fill gran, Ramagupta, succeeix el seu pare vers el 375, tal com es pot veure per les monedes encunyades amb el seu nom. Però segons la tradició literària índia, hauria perdut un conflicte contra el kshatrapa (« sàtrapa », és a dir, sobirà) saca (o indo-escita) Rudrasimha III, i li hauria lliurat la seva muller Dhruvadevi. Seria llavors quan el seu germà Chandragupta hauria anat a la capital saca, Ujjain, on hauria mort el sobirà enemic i hauria retornat la reina, abans de desempallegar-se del seu germà que hauria tractat d'eliminar-lo després d'aquesta acció de glòria que li feia ombra.

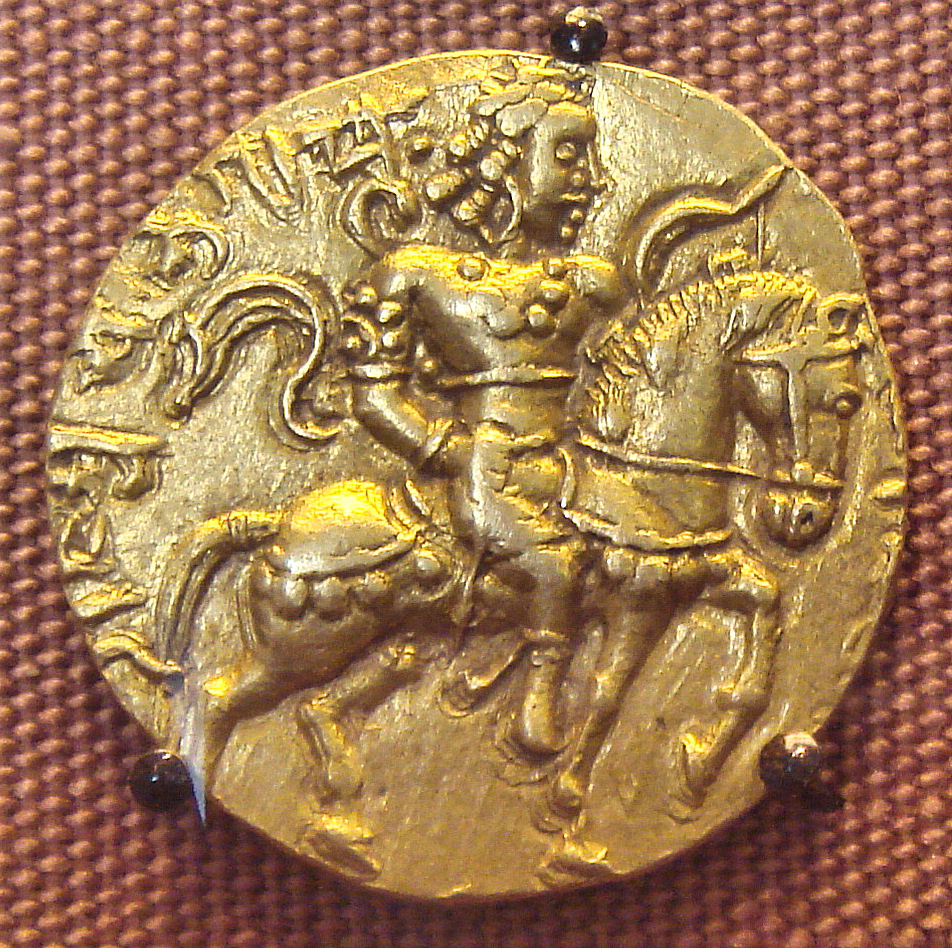
Chandragupta II a cavall, representat en una moneda d'or encunyada durant el seu regnat.

Chandragupta II regna del 375 al 415. Sota el seu regnat, el reialme Gupta esdevé encara més poderós, i s'estén mitjançant conquestes i aliances matrimonials. Prossegueix les conquestes del seu pare, expandeix les fronteres occidentals, derrota els sàtrapes occidentals de Malwa i s'apodera del Gujarat en una campanya que es perllonga fins al 409. Finalment, pren Ujjain, la capital principal dels saces vers l'any 400, esdeveniment que restarà inscrit en un pilar de ferro monumental que es troba en l'actutalitat a Delhi. De la mateixa manera, sotmet els rages de Bengala. Chandragupta casa la seva filla Prabhavati amb el rei Rudrasena II dels Vakataka, la dinastia del qual esdevé un aliat dels Gupta. En morir Rudrasena poc després, quan els seus fills són encara joves, Prabhavati
exerceix durant un temps la regència. Quan finalitzen aquestes campanyes, es troba al capdavant d'un imperi que s'estén d'una costa a l'altre costat a l'altra. Chandragupta II pren el títol de Vikramāditya, « Sol de valor », particularment prestigiós en la tradició brahmànica. Establí una capital a Ujjain, mentre abandonava potser la capital original de Pataliputra, en ser la nova més còmoda per gestionar el comerç al nord de l'Índia. L'imperi es troba llavors en el seu apogeu. Malgrat que va sorgir de campanyes militars, és un centre de civilització important per a l'art, la literatura, la cultura i la ciència, del qual el pelegrí budista xinès Fa Xian, que visita el reialme Gupta sota el regnat de Chandragupta II en fa una descripció molt positiva.
Kumâragupta I, el fill de Chandragupta, arriba al tron el 415, després del possible regnat efímer d'un tal Govindagupta, conegut per un segell provinent de Basarh a Bihar. Conserva l'imperi i la seva prosperitat durant un llarg regnat que sembla haver estat majoritàriament pacífic. Practica el sacrifici -ashvamedha al seu torn. Kumâragupta hauria pogut acabar el seu regnat com a ermità en el bosc.
La fi del regnat de Kumaragupta es veu enterbolit per l'amenaça dels reis Pushyamitra al sud-oest del reialme, i després per les primeres incursions de les tribus heftalites (els « Huns blancs ») al nord-oest. Skandagupta, el seu fill, li succeeix el 455. Elimina l'amenaça dels reis Pushyamitra i dels huns blancs. Com els seus avantpassats, és un home tolerat, i per bé que és de confessió vixnuvita, fa construir temples a Shiva o a Surya i fa nombroses donacions als jainites. No obstant això, ha de fer front a rivalitats dins de la cort, així com a les primeres emancipacions dels vassalls poderosos que s'aprofiten dels desordres generats per les invasions del seu principi de regnat. Procedeix igualment a un canvi de patró monetari, i baixa el valor de la moneda d'or, la qual cosa podria indicar una crisi financera i econòmica.

### Un declivi progressiu
Quan Skandagupta mor el 467, un tal Prugupta (467-472) li hauria succeït, potser seguit Kumaragupta II, del qual hom disposa d'una inscripció datada el 473-474 sobre un stûpa de Sarnath. Mitjançant això, hom coneix l'existència de Budhagupta fill de Pûrugupta que pren el poder al voltant del 476-477, i el conserva potser fins al 494-495. La successió dels Gupta que venen després és mal coneguda: hom té els noms de Narasimhagupta, Chandragupta III, Samudragupta II, Kumâragupta III, i un Bhânugupta conegut per les inscripcions deixades a Eran vers el 510 per un dels seus vassalls aparentment en vies d'emancipació, Vishnugupta, que regna potser cap a mitjans del segle vi.
Els reis de la dinastia Gupta que regnen llavors només són uns noms testimoniats en inscripcions sobre pedra o segells de funcionaris, i llur ordre de successió és, doncs, molt confús, fins al punt que hom no coneix res de llurs actes. L'evolució general de la dinastia és tanmateix evident: en una cinquantena d'anys, a causa dels atacs cada cop més forts dels huns blancs i dels conflictes interns, són cada cop més els vassalls que s'emancipen, els Gupta ja només governen a una part del cor de l'antic Magadha, on desapareixen després del 550, sense que hom no sàpiga precisament quan ni com. És probable que la causa principal de la caiguda dels Gupta sigui interna, lligada a la incapacitat dels sobirans successors de Skandagupta per mantenir la cohesió de llurs vassalls i llur poder militar.

### El sorgiment de nous poders
Els darrers decennis del segle v contemplen manifestament un desgast del poder dels Gupta i l'aparició de reialmes independents a la perifèria de l'antic imperi o prop del centre. Vers l'any 500, els huns blancs ataquen de nou el nord del subcontinent indi pel nord-oest, sota l'impuls de llur cap Toramana, que s'apodera del Rajasthan i de l'oest de la vall del Ganges. És combatut èr Bhanugupta. El seu fill i successor, Mihirakula, prossegueix les ofensives vers l'Índia interior. Segons els escrits de Xuan Zang i una inscripció de Mandasor, és repel·lit pels reis indis, comandats per un tal Baladitya que podria ser Narasimhagupta, i per Yashodharman del Malwa. En la tradició índia, les invasions dels huns blancs han deixat una imatge terrible. Després de la mort de Mihirakula vers el 570, el poder dels huns blancs declina, però l'Estat Gupta sens dubte llavors ja ha desaparegut, després d'haver estat afeblit encara més per aquestes guerres que van contribuir a la desorganització i van permetre la independència de diversos antics vassalls. Una dinastia amb el nom de Gupta subsistirà al Magadha, però no es tracta forçosament de la mateixa família que abans, i acaba per ser derrotada pels reis de Kanauj. Malgrat la fi de l'Imperi Gupta i la fragmentació del nord del subcontinent indi, l'art d'aquest període és florent i el país sembla pròsper.
Regnes poderosos van sorgir fa molt temps al nord de l'Índia i van suplantar els Gupta : la dinastia dels Maitraka establerta al Gujarat, els Malwa (entre Madhya Pradesh i el Rajasthan), els Gauda i Vanga a Bengala, etc. Els qui esdevindran més poderosos són dirigits per la dinastia dels Pushyabhuti de Thaneshwar a la Haryana i per la dels Maukhari que dirigeix un reialme en la mitjana vall del Ganges, al voltant de Kanauj, antiga capital dels Gupta. És a partir de la unió d'aquestes dues entitats que Harsha dels Pushyabhuti, que regna des de Kanauj, estableix un efímer imperi entre 606-647, que pot ser vist com una temptativa avortada de reconstrucció de l'antic poder dels Gupta.

## Estructures polítiques i socials

### El rei
Al capdavant de l'imperi dels Gupta s'hi trobava una sola persona, el sobirà. Porta diferents títols que es refereixen sobretot a la tradició brahmánica. Els grans emperadors de l'apogeu de la dinastia portaven també títols com maharaja-adhiraja, « gren rei de reis », o parameshvara, « senyor suprem », que són el testimoni de llurs pretensions de dominació universal.
Aquesta pretensió es retroba en diversos rituals, el més remarcable dels quals, i el més rar, és el de l'ashvamedha, sorgit de la tradició vèdica. Quan vol aspirar a la dominació universal, el sobirà treu un cavall, que fa escortar per la seva guàrdia, en el seu reialme i en dels seus veïns. Si aquests el deixen passar, és que reconeixen al gran rei la seva suzerania, car deturar i matar l'animal comportaria un conflicte. Després d'un any, el cavall retorna a la capital, on el rei té el privilegi de sacrificar-lo amb gran pompa. Samudragupta i Kumâragupta I es troben entre els rars reis del període històric de l'Índia que van acomplir amb aquest ritual, que els permet de dotar-se del títol de txakravartin, lligat igualment a la idea de dominació universal.
El seu poder li és atorgat pel món diví, i ha d'ésser acceptat a la Terra amb el suport i els rituals realitzats pels bramans, tal com ho acorda la tradició dels reialmes gangètics. El suport d'aquests últims és doncs necessari per al rei. El poder del sobirà ha d'ésser just envers els seus súbdits, la qual cosa li permet de restar legítim per als déus: és el rajadharma, el deure dels reis, i la font de llur legitimitat davant dels seus súbdits. El rei, sorgit en teoria de la casta dels kshatriya, treu igualment la seva legitimitat del seu paper com a guerrer, cap de l'exèrcit, i les victòries militars són també signes del favor diví. Concretament, són les victòries les que van permetre als grans sobirans gupta de dominar tots els seus vassalls i, per tant, d'assegurar-los llur poder.

### Un Estat poc centralitzat
Les inscripcions dels reis Gupta ens informen sobre l'existència de diferents nivells que permetien a l'administració imperial de controlar el seu territori d'una manera coherent. Aquesta organització és per al cor de l'imperi, el territori sota administració directa. Les regions perifèriques es deixaven en mans de sobirans vassalls.
Al centre del reialme, en la capital, el rei estava envoltat de consellers, o sigui « ministres », en el primer rang dels quals es trobava el Pradhana Mantry, equivalent d'un « primer ministre », que dirigia l'administració. La major part dels altres membres de l'alta administració que ens són coneguts tenen essencialment un paper militar o lligat a la seguretat interna del país. La capital de l'imperi canvia al llarg del temps: al principi, és Pataliputra (Patna), a la qual li succeiran tot seguit Ayodhya, Kausambi i Ujjain.
L'esglaó inferior és el de les bhukti o desha, les províncies dirigides per una mena de consell, al capdavant del qual hom trobava governadors anomenats kumaramatyes. Aquestes províncies estaven dividides en districtes, pradesha o vishaya, amb llurs propis consells dirigits pels ayuktakes o vishyapatis. El nivell més baix és el dels pobles i viles. Els primers són dirigits aparentment per una assemblea d'ancians que té un cap. Les segones tenen igualment un consell, dirigit per un funcionari anomenat nagarashreshtin, i on hi trobem també els caps de les « guildes » (shreni, literalment « renglera ») de marxants o artesans de la vila. El detall del funcionament d'aquests consells és desconegut.
Les guildes agrupen oficis que generalment es troben concentrats en un sol barri. Tenen llur pròpia organització, amb llurs regles, administradors i exerceixen tradicionalment un fort poder a nivell local, encara més si poden prestar diners. Hom les retroba sovint en el finançament d'institucions religioses, com en el cas de la reconstrucció d'un temple dedicat a Surya en la vila de Mandasor a l'actual estat de Madhya Pradesh, del qual se' feu càrrec una shreni de teixidors de seda del Gujarat al segle v, acte pietós commemorat per una inscripció que ens ha arribat. Aquestes institucions exerceixen doncs una influència gens menyspreable en la societat, i el poder reial les ha de prendre en consideració per governar, la qual cosa explica que les guildes prenguin part en els consells urbans. L'altre tipus d'institució que té un paper determinant en la societat són els temples i els monestirs, actors principals en diversos camps (el religiós, evidentment, però també econòmic i cultural).
A diferència del seu il·lustre predecessor, l'Imperi Maurya, l'imperi dels Gupta no és doncs un estat centralitzat. Els sobirants deixen una àmplia autonomia a les autoritats locals que s'ocupen de llur reialme en els afers quotidians. Els caps dels consells dels diferents nivells administratius disposen d'una gran laxitud en la gestió de llur circumscripció, ja sigui a nivell de vila o de províncies. La tria dels titulars, no obstant això, havia de ser confirmada per l'Estat.
De la mateixa manera, els enemics sotmesos no són forçosament apartats de les seves funcions. En la inscripció d'Allahabad de Samudragupta, es pot veure que el sobirà deixa als vençuts que conservin llurs dominis, els converteix en vassalls seus, i acorda que els protegirà a canvi d'un tribut: aquests són designats llavors amb el terme samanta (« veïns »). Aquest sistema és flexible i eficaç quan el poder central dels Gupta és suficientment eficaç per mantenir el seu domini i inspirar respecte als seus veïns. Però quan el poder dels sobirans s'afebleix, contribueix a una desintegració ràpida del poder imperial.

### Organització militar

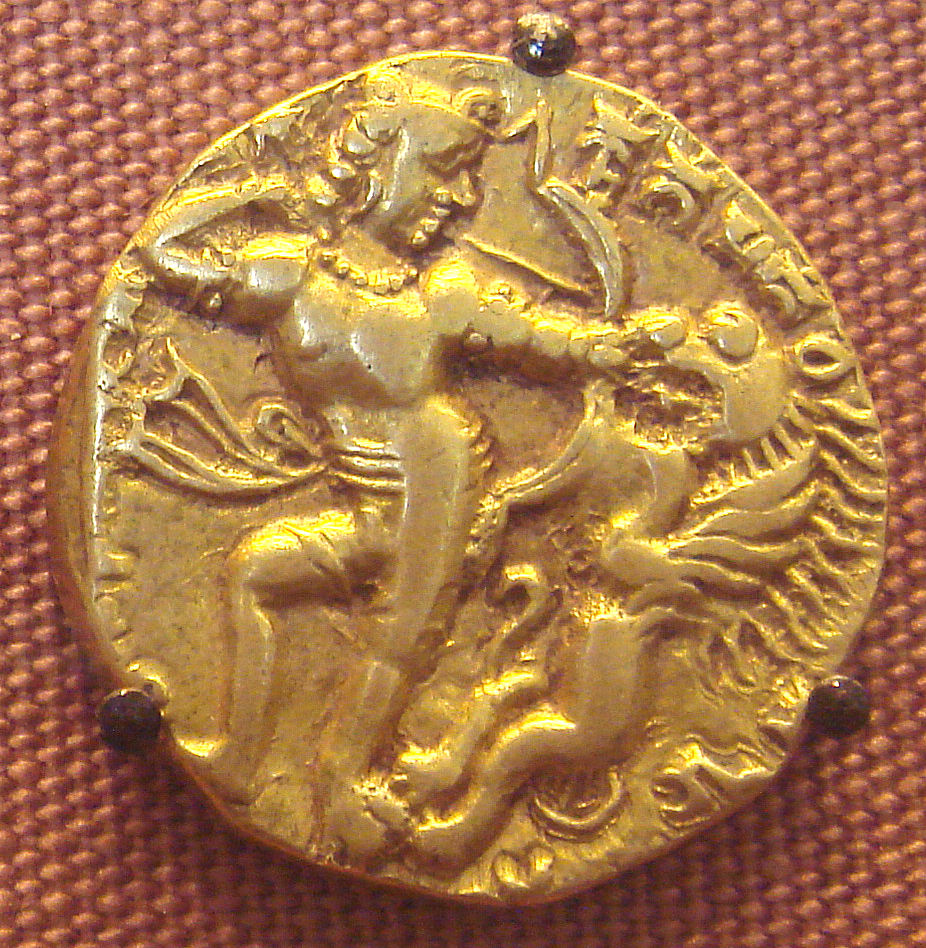
Moneda d'or de l'era Gupta, que representa un rei Gupta amb un arc

L'Imperi Gupta podria haver assolit els seus èxits a través de la força de les armes amb un sistema marcial eficient. Històricament, els millors relats sobre això provenen no dels propis hindús sinó d'observadors xinesos i occidentals. No obstant això, un document contemporani indi, considerat com un clàssic militar de l'època, el Siva-Dhanur-veda, ofereix una certa penetració en el sistema militar dels Gupta.

El pilar de ferro de Delhi es destaca per la composició dels metalls que es van fer servir per a construir-lo.

Els Guptes semblen haver depès en gran manera de la infanteria d'arquers, i l'arc era una de les armes dominants del seu exèrcit. La versió hindú de l'arc es compon de metall, o més generalment de bambú, i disparar una fletxa llarga de canya de bambú amb un cap de metall. A diferència de l'arc compost d'Occident i els enemics de l'Àsia central, els arcs d'aquest disseny serien menys propensos a la deformació en les condicions humides que sovint prevalen a la regió. L'arc indi era suposadament una arma poderosa capaç d'assolir un gran abast i penetració i proporciona una resposta efectiva a la invasió d'arquers a cavall. Van ser utilitzats eixos de ferro contra els elefants blindats i les fletxes de foc també formaven part de l'arsenal dels arquers. L'Índia ha tingut històricament una reputació destacada per les seves armes d'acer. Una d'elles va ser l'arc d'acer. A causa de la seva alta resistència a la tracció, l'arc d'acer era capaç d'arribar molt lluny i de penetrar una armadura excepcionalment gruixuda. Aquestes armes foren menys comuns que el disseny de bambú i es troben en mans dels nobles en lloc de a les files de soldats rasos. Els arquers eres protegits amb freqüència per infanteria equipada amb escuts, llances i espases llargues.
Els Guptes també tenien coneixement de màquines de setge, catapultes i altres màquines de guerra més sofisticades.
Els Guptes aparentment mostraren poca predilecció per l'ús d'arquers a cavall, tot i que aquests guerrers eren un component principal en les files del seu enemics escites, parts i heftalites. No obstant això, els exèrcits Gupta van ser probablement millor disciplinats. Eficients comandants com Samudragupta i Chandragupta II probablement haurien comprès la necessitat de tàctiques armades combinades i organització logística adequada. L'èxit militar Gupta probablement es va derivar de la utilització concertada dels elefants, cavalleria blindada, i els arquers del peu en tàndem en contra de tots dos regnes hindús i els exèrcits estrangers invasors del Nord-oest. Els Guptes també van mantenir una marina de guerra, el que els permeté de controlar les aigües regionals.
El col·lapse de l'Imperi Gupta enfront de l'envestida Huna no fou produïda directament pels defectes inherents de l'exèrcit Gupta, que després de tot, havien derrotat inicialment aquestes tribus sota el comandament de Skandagupta. El més probable és que la dissolució interna minés la capacitat dels Gupta per resistir la invasió estrangera, tal com es va produir simultàniament a Europa Occidental i la Xina.
Durant el regnat de Chandragupta II, l'Imperi Gupta va mantenir un gran exèrcit compost per 500.000 infants, 50.000 genets, 20.000 carros i 10.000 elefants, juntament amb una poderosa armada amb més de 1.200 vaixells. Chandragupta II controla la totalitat del subcontinent indi, l'imperi Gupta va ser l'imperi més poderós del món durant el seu regnat, en un moment en l'Imperi Romà a l'oest estava en declivi.

### Estructures agràries: les donacions reials i la qüestió del «feudalisme»
L'economia del reialme és fonamentalment agrícola en un context de millora de l'agricultura de regadiu via l'adopció de la sínia des de l'Iran. Es recolza en les produccions de cerealístiques tradicionals de l'antiga Índia: el blat al nord-oest, l'arròs a la vall del Ganges i regions veïnes i el mill al Dècan.
Per tant, la propietat de la terra constitueix un aspecte important de la riquesa i el poder, sobretot en els homes que la treballen. El període de la dinastia Gupta es caracteritza per un fenomen de les donacions de terres per part del sobirà a diferents individus o institucions, fenomen que probablement es tradueix en canvis econòmics i socials importants. Però no es tracta d'una innovació del període, atès que les dinasties anteriors als Gupta la van iniciar. Simplement, sembla que l'ús de les donacions reials s'estén en aquest període, el que reforça la descentralització del regne. Està legitimada pel fet que el sobirà és el terratinent prominent de les terres que domina, i que en última instància, pot confiscar i distribuir. Coneixem aquestes donacions a través de les inscripcions commemoratives que permeten als titulars de fer valer els seus drets en cas de litigi.
Els beneficiaris de les donacions són de dos tipus principals. En primer lloc, es tracta de funcionaris estatals, que reben la terra del rei perquè serveixen per mantenir-los en l'exercici de la seva funció administrativa o militar, o per agrair-los els serveis prestats al sobirà, o després d'una acció que justifica un premi, incloent la guerra. Això permet no augmentar la despesa pública quan es nomenen funcionaris del regne. El segon tipus de donacions, i el més conegut, és el de donacions de terres a persones o institucions religioses. Això pot, d'altra banda, retallar les donacions als funcionaris, donat que molts bramans serveixen en l'administració de l'Estat. Hom distingeix les donacions anomenades brahmadeya, fetes als bramans de manera individual o col·lectiva, i les donacions Agrahara, fetes a les institucions religioses, temples o monestirs, com els budistes. Les motivacions d'aquestes donacions són religioses: el donant espera obtenir prestigi religiós. Per tant, les institucions religioses són importants terratinents i, per tant, actors econòmics principals, que donen feina a molts treballadors (esclaus); els monjos han de ser competents en l'àmbit de l'administració, la qual cosa, en el cas dels budistes, els allunyava de l'ideal que volia que visquessin només d'almoines.
Aquestes donacions són principalment terres de conreu, de vegades amb pobles. La donació inclou els rendiments obtinguts de la terra, però de vegades també drets administratius i judicials sobre els agricultors concedits amb les terres. Tanmateix no es tracta d'un sistema de servitud, fins i tot si els agricultors es troben a mercè d'un propietari tirànic. El dependent paga al beneficiari els impostos prèviament deguts amb l'Estat i aquest últim els paga per totes les seves terres: la relació entre l'agricultor i el poder Gupta està tallada. La donació de vegades implica exempcions: no hi haurà nous impostos, corvees, manteniment de les tropes, etc.
Aquest fenomen de les donacions de terres pot estar motivat pel desig de l'Estat de conrear noves terres, d'aclarir noves superfícies per augmentar la producció agrícola. Se sap que alguns beneficiaris pacients podien haver incitat al desenvolupament de noves tècniques agrícoles, recolzades en la lectura d'obres d'agronomia. Sigui com sigui, aquestes donacions van contribuir al moviment de descentralització del regne, i fins ti tot a l'aparició d'un sistema "feudal": reforça una classe de notables locals tallant el vincle entre els súbdits i l'Estat, i proporciona més poder econòmic i social a aquests beneficiaris. Finalment, amb el gradual afebliment del poder reial, els grans propietaris locals s'enforteixen i ens els períodes posteriors llur poder és important.

### Una societat de castes, però no estàtica
En els seus escrits sobre la seva visita al territori dels Gupta, el viatger xinès Fa Xian va deixar una imatge idíl·lica de la societat del regne: el govern central seria poc exigent envers els seus súbdits, no hi hauria càstigs corporals en cas de rebel·lió, ni hi hauria pena de mort ni corrupció de funcionaris, i els membres més pobres així com els viatgers estrangers serien ajudats de manera lliure pels membres rics de la societat. Aquest testimoni, òbviament, cal prendre'l amb un cert distanciament, ja que l'autor té una clara percepció esbiaixada de la societat que veu, i enfosqueix alguns elements negatius, tot i que no amaga les misèries de la condició dels marginats els "intocables" Aquest període, aparentment, es va caracteritzar per canvis socials.
Igual que en altres períodes de la història antiga del subcontinent indi, la societat està segmentada entre diferents "castes". Aquest terme abasta dues realitats. Primer, les quatre varna:
- els bramans, els sacerdots i mestres, amb autoritat religiosa,
- els kxatriyes, guerrers i administradors, amb poder polític,
- els vaiixites, comerciants i agricultors o pastors amb prosperitat econòmica,
- els xudres, servents o pagesos vassalls.

Cal afegir els pàries. Juntament amb aquest sistema, ens trobem un sens fi de jati, que correspon més o menys a una organització de la societat en oficis als quals hom hi pertany per naixement.
El sistema que regeix l'ordre social es descriu en el text Dharmashastra (Llibres de dharma), que proporcionen una visió teòrica de la societat que no mostra necessàriament la realitat. Sabem que el sistema de castes admet, en tots els seus períodes, trencaments dels seus principis, i que la mobilitat social és possible, socialment acceptada en alguns casos. Els membres del varna superior bramans i kxatriyes, podrien ser convidats a treballar amb les seves mans malgrat la teòrica prohibició i els vaiixites o xudres podria adoptar l'estil de vida de dos varna superiors. Per tant, les dinasties governants poden ser fundades per no kxatriya, i això va ser potser el cas dels Gupta al principi. Però el Dharmashastra també admet que algú esdevinguiKxatriya pels seus mèrits i no només per naixement. Els dos varna treballadors guanyen potser en importància econòmica en aquest període. No obstant això, el pes dels marginats i l'exclusió social que els colpeja no disminueixen durant aquest període, i la distribució de la terra i els serveis públics beneficien principalment els bramans i els kxatriyes.

### La situació religiosa: cohabitació de creences, creixement del vixnuvisme i del xivaisme
El període Gupta és el punt de vista religiós l'hereu dels desenvolupaments anteriors de les religions sorgides de l'antiga tradició de l'Índia. Coexisteixen tres religions: el bramanisme, l'hinduisme antic i el budisme, que va experimentar un gran auge gràcies al mecenatge de les dinasties poderoses des de l'Imperi Maurya, i el jainisme, menys comú (present en les comunitats mercantils a l'oest i entre els prínceps Karnataka). Podem afegir el cristianisme, que ocupa una posició marginal. Les institucions religioses (temples i monestirs) tenien una importància molt més enllà de l'àmbit religiós, ja que sovint eren els grans terratinents (per les donacions esmentades anteriorment), que donaven feina a molts treballadors, però també eren grans centres intel·lectuals i artístics. La majoria de les fonts de la civilització de l'Índia Gupta van sorgir d'aquest cercle.

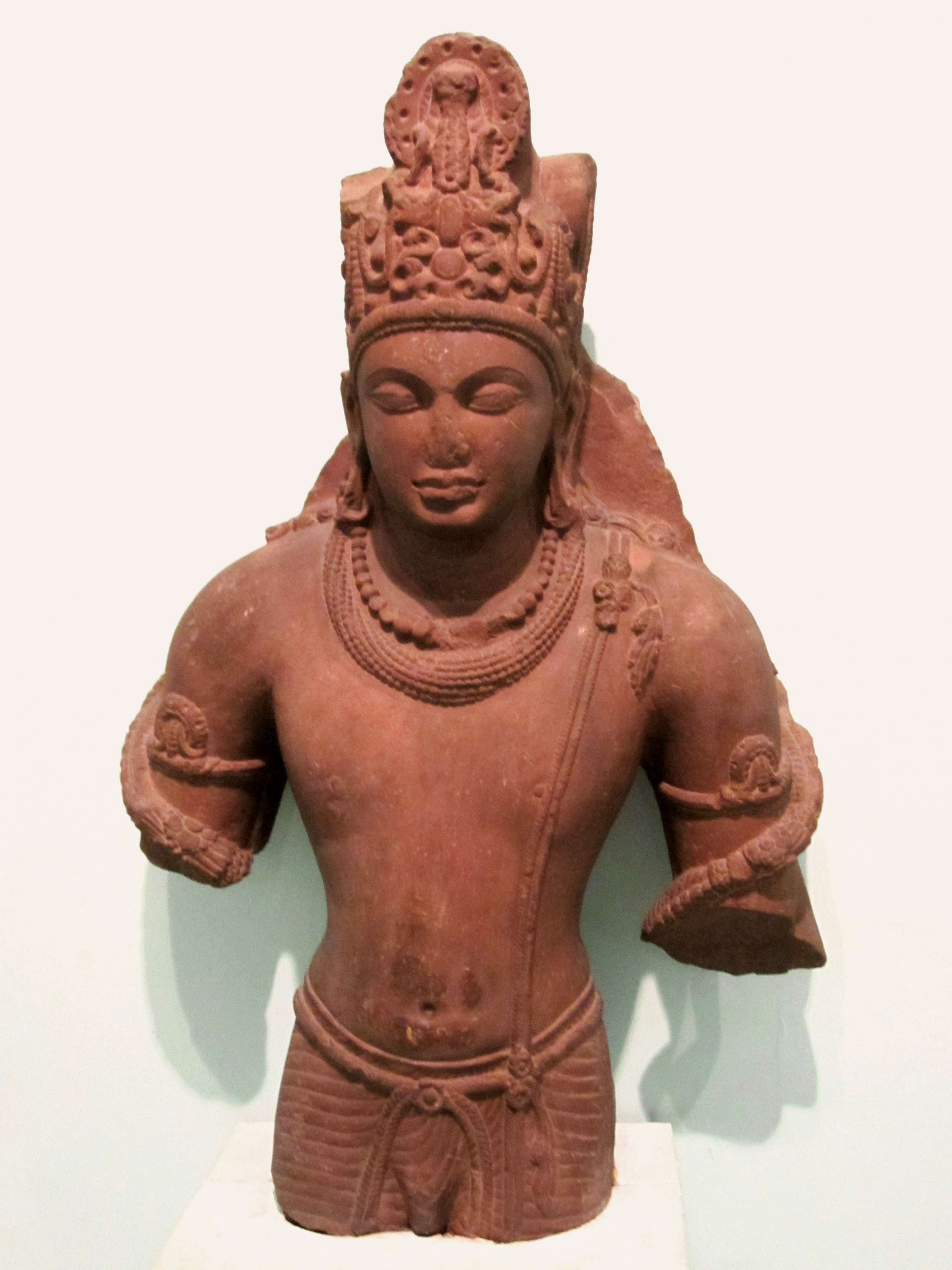
Estàtua de Vixnu en estat fragmentari,, escola de Mathura, Museu Nacional de Nova Delhi.

Durant els segles precedents, el budisme és una religió dinàmica, i treu profit de l'obra de grans pensadors i prosèlits que van contribuir a la seva expansió fora del subcontinent indi. Aquesta religió es va dividir en dos corrents: el Theravada i el Mahayana. La religió tradicional (que es descriu comunament com a "Hinduisme", un terme que no existeix en el període Gupta) sorgit de l'antic vedisme, és el bramanisme, basat en castes de bramans, que en teoria tenia el monopoli intel·lectual i ritual. L'aspecte ritual dels déus vèdics i després va caure en desús, i la religió està ara dominada per altres deïtats, en primer lloc la tríada (Trimurti) constituïda per Brama, Vixnu i Xiva.

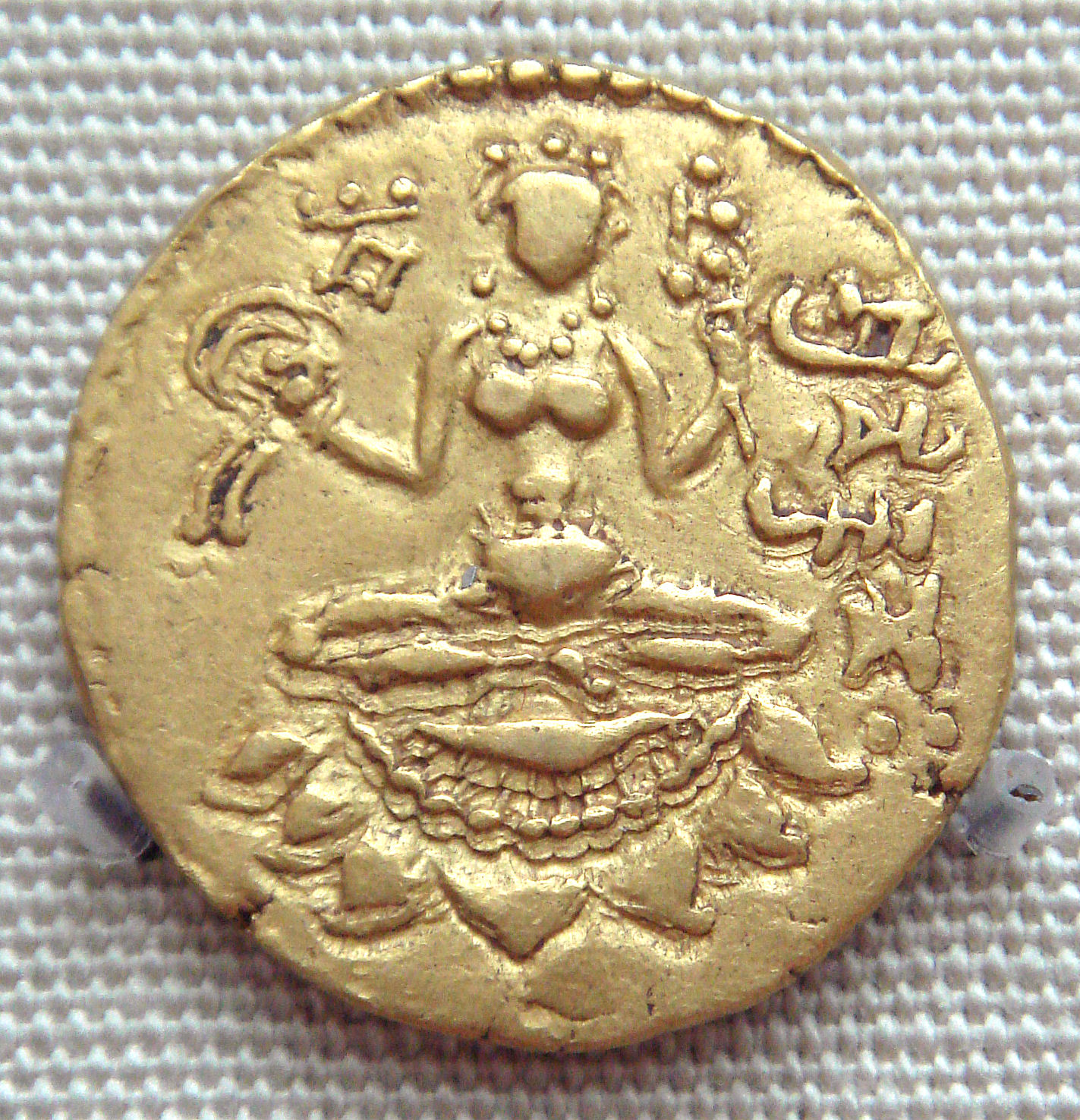
Peça d'or emesa sota el regnat de Chandragupta II que representa la deessa Lakxmi sobre un lotus.

El vedisme bramànic fou substituït a la majoria de la població per una tradició diferent, dominada per la devoció, bhakti, envers les noves grans deïtats. Els majors beneficiaris d'aquesta tendència són Vixnu i Xiva (Brama és poc venerat). Això condueix a la formació de dos grans corrents principals, Vixnuisme (Vaixhnava) i Xivaisme (Xaiva). Aquests nous moviments religiosos estan orientats ver la salvació que el déu venerat se suposa que ha de portar al devot, independentment de la seva casta. Es diferencien de l'antic vedisme i el budisme per l'important paper de la imatge divina en el culte, relacionat amb la relació més individualista que es desenvolupa entre els fidels i la seva divinitat. El vixnuisme gaudeix sens dubte del major desenvolupament, especialment al voltant del culte de diferents avatars ("descendents" encarnacions terrenals) de la deïtat; els més populars són els herois Rama i Krixna o el senglar Varaha. També s'associa amb el seu consort Lakxmi, una de les principals deesses del període Gupta. Es basa principalment en les epopeies escrites durant els segles anteriors a la nostra era, el Mahabharata, èpica dels germans Pandaves on intervenen Krixna, i el Ramayana, l'epopeia de Rama. Si bé són principalment obres literàries i èpiques, s'exposen també els grans conceptes i grans preceptes d'aquestes noves tendències. Estudiosos hindús de l'època Gupta componen altres textos religiosos importants, que es caracteritzen per la devoció a un déu en particular, els Puranes, que presenten la religió, la mitologia, les creences i la moral que transmeten en un llenguatge que pretén ser accessible a tots. Van contribuir molt al desenvolupament del vixnuisme i el xiavisme en l'època clàssica.
Al costat dels dos grans corrents de devoció dominants, hi havia altres corrents, menors, del mateix tipus. El xactisme que adora Xacti (una espècie d'energia vital), personificada en la Gran Deessa, que pot prendre la forma de diverses deesses, incloent Durga. És l'energia vital dels grans déus. Estan relacionada amb les "Set Mares" (Matrika), deesses que són les contraparts femenines de diferents grans déus hindús. Un altre corrent s'interessa per Kumara (o Skanda), el fill de Xiva i el gran cap les forces divines. El corren 'saura adora el déu-sol Surya, sovint representat com el disc solar, o l'altar del foc (agnikunda) que s'utilitza en el seu culte
.
Quant a l'aspecte "filosòfic" del bramanisme, hi ha sis escoles de pensament (darshan) que es consideren punts de vista diferents sobre el coneixement dels Vedes: Mimamsa, Nyaya, Sankhya, Vaisheshika, Vedanta i Ioga. Desenvolupats abans del període Gupta, després són objecte de llibres i estudis acadèmics
Els grans sobirans Gupta són el suport del bramanisme, i donen suport eficaçment al xaivisme i al vixnuvisme, i amb tota probabilitat haurien fet de Vixnu llur divinitat escollida (ishtadevata), per bé que alguns van poder venerar un déu particular en un moment donat (com Kumara per Kumaragupta I). Això es reflecteix en el fet que les seves monedes representen sovint la deessa Lakxmi, consort de Vixnu, i la seva muntura, l'ocell Garuda. Com es va assenyalar anteriorment, els reis Gupta empren molts bramans en els diferents nivells de govern del seu regne, i fan moltes donacions als bramans i a llurs temples i monestirs. La importància social d'aquesta casta i, per tant, de la religió a la qual dona suport, en surt, doncs, reforçada.
Són aquests bramans els únics que poden assegurar el compliment dels rituals reials necessaris per a la legitimació de la dinastia. Els bramans continuen exercint, doncs, el seu paper tradicional de realització dels sacrificis de la tradició vèdica, per bé que el corrent devocional que esdevé més popular no necessàriament requereix la seva presència.

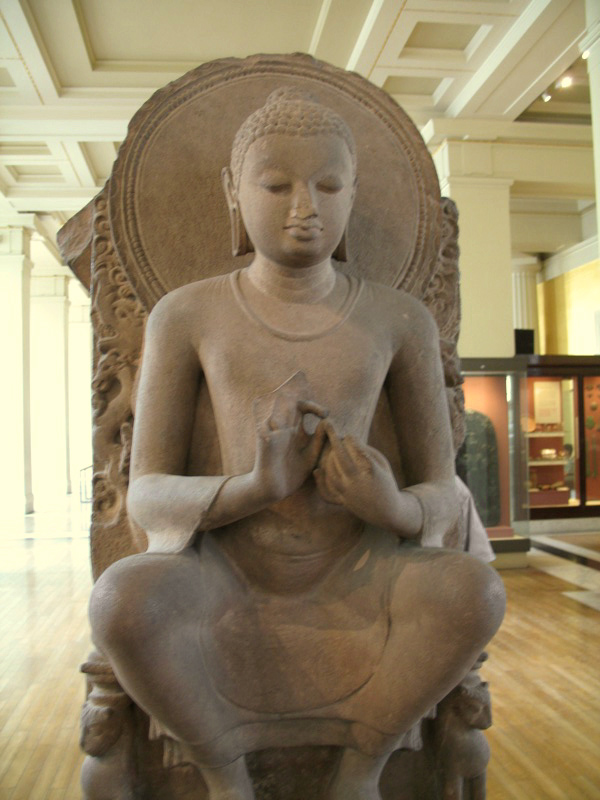
Escultura de Buda amb les mans en posició dharmachakramudra, "posada en marxa de la roda del dharma Sarnath, segles i, Museu Britànic.

El budisme només gaudeix de tant en tant del patrocini dels Gupta, però pot treure profit d'altres sobirans situat en el deixant dels Gupta com els seus aliats Vakataka a qui devem les coves d'Ajanta a Maharashtra (tot i que semblen ser xivaïtes). El budisme, davant del ressorgiment de l'hinduisme, comença el seu declivi, tot i que segueix sent fort en el període Gupta Quan va viatjar a l'Índia, el monjo Fa Xian va observar dos importants temples budistes a Pataliputra, la capital, un per al corrent Hinayana i un per al Mahayana, amb centenars de monjos, i quan va anar a Mathura, lloc de culte budista de primer nivell, hi compta vint monestirs i stupes. L'art budista d'aquest període va donar a llum obres mestres, sobretot en l'estatuària (escoles de Mathura i de Sarnath), mentre que els pensadors s'apleguen en el principal centre intel·lectual budista, Nalanda.
En el Budisme Mahayana, el més intel·lectualment dinàmic en aquest moment, el corrent Yogacara o Vijnanavada ("res més que esperit") van conèixer una gran expansió. S'inicia per Asanga i Vasubandhu i és desenvolupat en diferents direccions per altres grans pensadors com Dharmapala, i més tard Dharmakirti instal·lats al gran centre intel·lectual budista de Nalanda, en l'actual Bihar, o fins i tot a Dignāga El corrent proclama que només existeix la ment, i no hi ha existència real, la qual cosa que hem de descobrir per un procés de reflexió fenomenològica. L'altre gran corrent intel·lectual del Mahayana que es va iniciar a partir del segle ii per Nagarjuna és conegut com el Madhyamaka, recerca de la "via intermèdia" entre l'existència i la no existència, que ha de ser percebut per un procés de dialèctica. Va trobar en aquesta època un cert èxit en les àrees d'erudits budistes de la Xina, i fou seguit més tard pel Yogacara, que va arribar a aquest país després de la visita a l'Índia del monjo Xuan Zang al segle vii i a les traduccions que realitza. El Budisme Theravada, el més antic, també té grans pensadors en el període dels Gupta.

## Cultura gupta

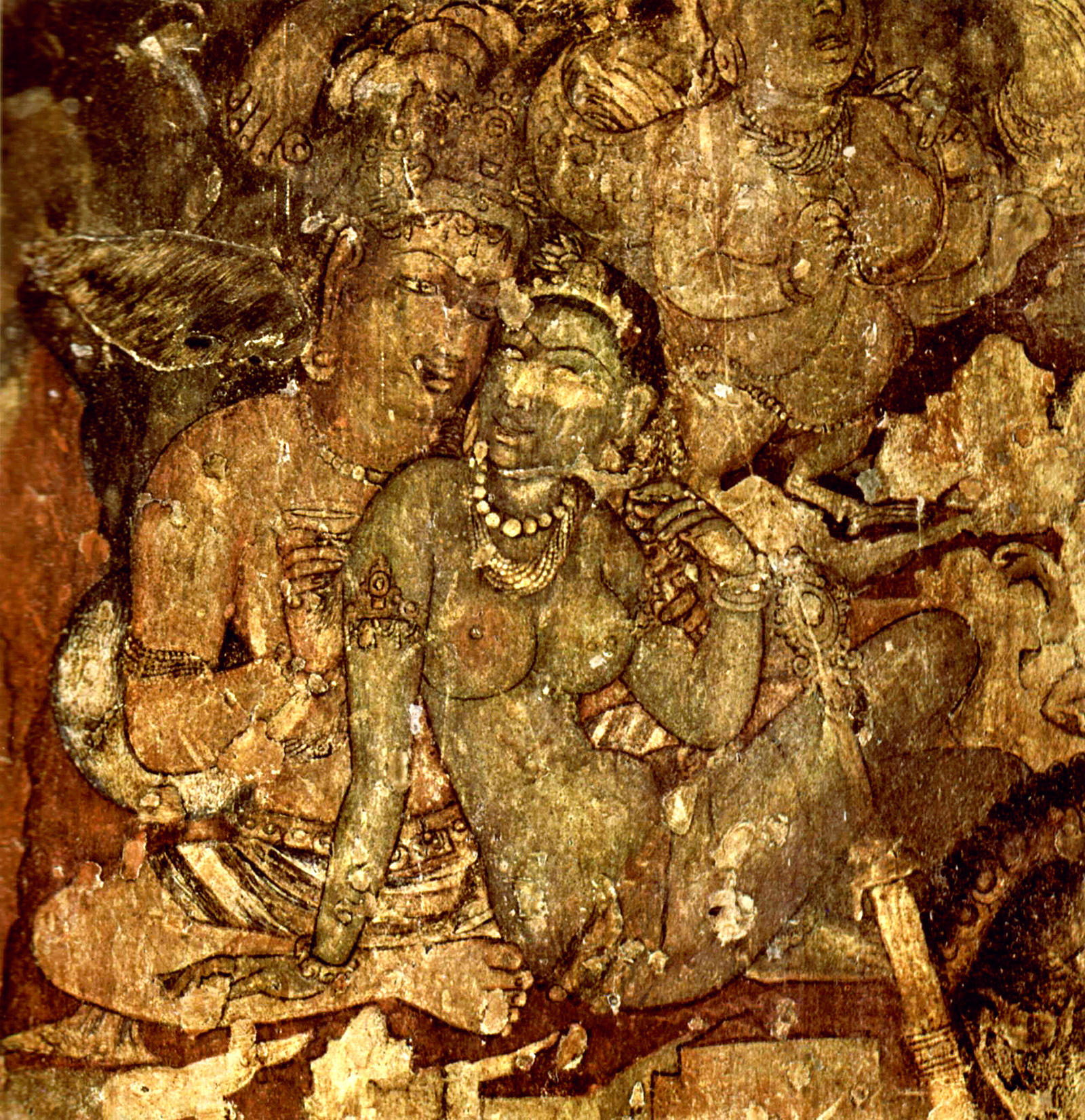
Les Pintures d'Ajanta es van fer durant el període Gupta.

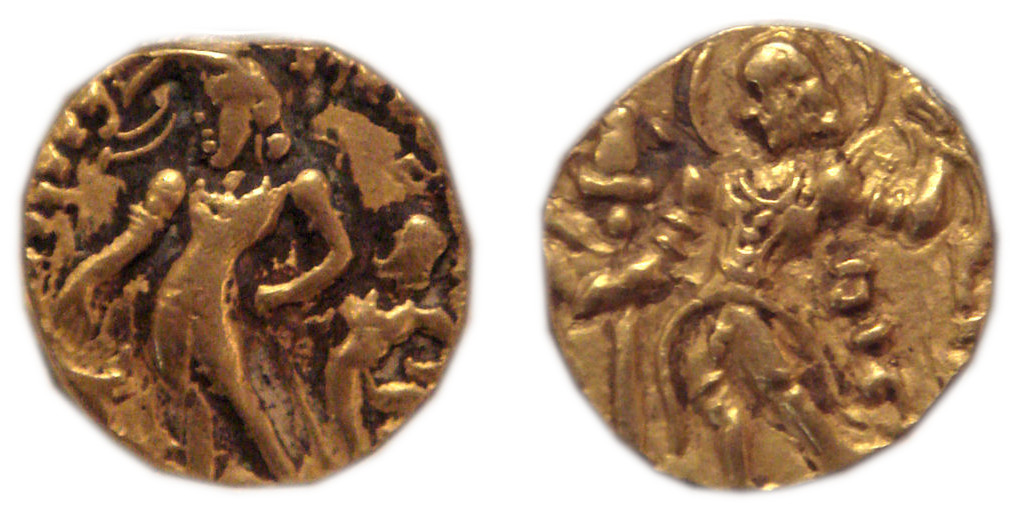
Dues monedes de l'època de Chandragupta II, al Museu Guimet de París.

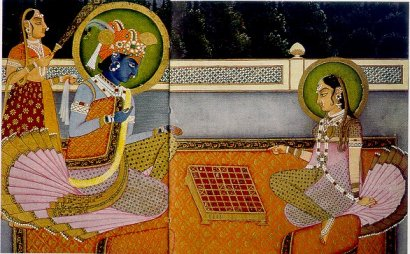
Krixna i Radha jugant a xaturanga sobre un ashtāpada de 8x8

Es tenen indicis de la presència d'una espècie de renaixement econòmic i cultural hindú poc abans del sorgiment de l'estat Gupta, encara que amb la dinastia del Gupta aquest renaixement va assolir la seva edat daurada.
Amb la dinastia dels Gupta, que va unificar econòmicament i políticament una gran part de l'Índia, l'art de l'Índia i la cultura en general van assolir un gran esplendor i refinament, fins al punt que cal parlar d'un art gupta que va esdevenir «clàssic» i, així, model per l'art hindú posterior, fins i tot el dels nostres dies.
La ciència i la filosofia, l'arquitectura i l'escultura, la pintura, la literatura, la música i la dansa, es cultiven intensament; el sànscrit es va mantenir com a llengua literària.

### Art i ciència
Els estudiosos d'aquest període inclouen Varahamihira i Aryabhata, qui es creu que és el primer a arribar a la idea de zero, postula la teoria que la Terra es mou al voltant del Sol, i estudià els eclipsis solars i lunars. Kalidasa, que era un gran dramaturg, autor d'obres com Shakuntala, que es diu que va inspirar Goethe, i va marcar el punt més alt de la literatura sànscrita, també es diu que hauria pertangut a aquest període. El famós Sushruta Samhita és un text sànscrit sobre tots els principals conceptes de la medicina ayurvèdica, amb capítols innovadors en la cirurgia, que data del període Gupta.
Es diu que els escacs es van originar en aquest període en la seva forma primerenca en el segle sisè era conegut com a Xaturanga, que es tradueix com "quatre divisions [dels militars]" - infanteria, cavalleria, elefants i carros de guerra - representat per les peces que es convertirien en el moderns peó, cavall, alfil i torre, respectivament. Els metges també van inventar diversos instruments mèdics i fins i tot van realitzar operacions.
Els numerals indis, que van ser els primers sistemes de numeració decimals posicionals del món, es van originar a l'Índia Gupta. L'antic text Gupta Kama Sutra és àmpliament considerat com l'obra de referència sobre el comportament sexual humà en la literatura sànscrita, i fou escrita per l'erudit indi Vatsyayana. Aryabhata, un important matemàtic-astrònom del període Gupta va proposar que la Terra no és plana, sinó que és rodona i gira al voltant del seu propi eix. També va descobrir que la Lluna i els planetes brillen per la llum solar reflectida. En lloc de la cosmogonia prevalent, en què els eclipsis eren causats per nodes pseudo-planetaris, Rahu i Ketu, va explicar els eclipsis en termes d'ombres projectades per i sobre la Terra. Aquests i altres descobriments científics fets pels indis durant aquest període sobre la gravetat i els planetes del sistema solar es propaguen per tot el món a través del comerç.
El poeta Kalidasa, de l'època de Chandragupta II, va escriure les famoses obres Raghu Vamsha (Estirp de Raghu), en honor de Rama, i El missatger del núvol, enmig d'un tipus d'art que es caracteritza per una subtilesa equilibrada i riallera, com s'aprecia en l'escultura del Buda de Sarnath i en molts altres relleus. Tot i així, la majoria dels santuaris que es van construir són hinduistes, ja que l'hinduisme adquireix preponderància en l'era Gupta, en ser hinduistes els sobirans, si bé aquests van saber acceptar l'exercici d'altres cultes, entre ells el budisme, fins al punt que el monjo xinès Fa Xiang va visitar els territoris Gupta per aprofundir en els seus coneixements espirituals.
La música i la dansa també es van trobar beneficiades. Un ambient àulic opulent, més l'influx d'una filosofia encara no del tot despresa del fet religiós, va donar com a resultat un apogeu de la música basada en microtons -raga- i les danses dels devadasis, com l'anomenada kata.

## Llista de sobirans
| - Sri Gupta - Ghatotkacha - Chandragupta I - Nishamusgupta - Samudragupta - Ramagupta - Chandragupta II - Kumaragupta I - Skandagupta | - Purugupta - Kumaragupta II - Budhagupta - Narasimhagupta Baladitya - Kumaragupta III - Vishnugupta - Vainyagupta - Bhanugupta - Shashankgupta |